# Primera Flota

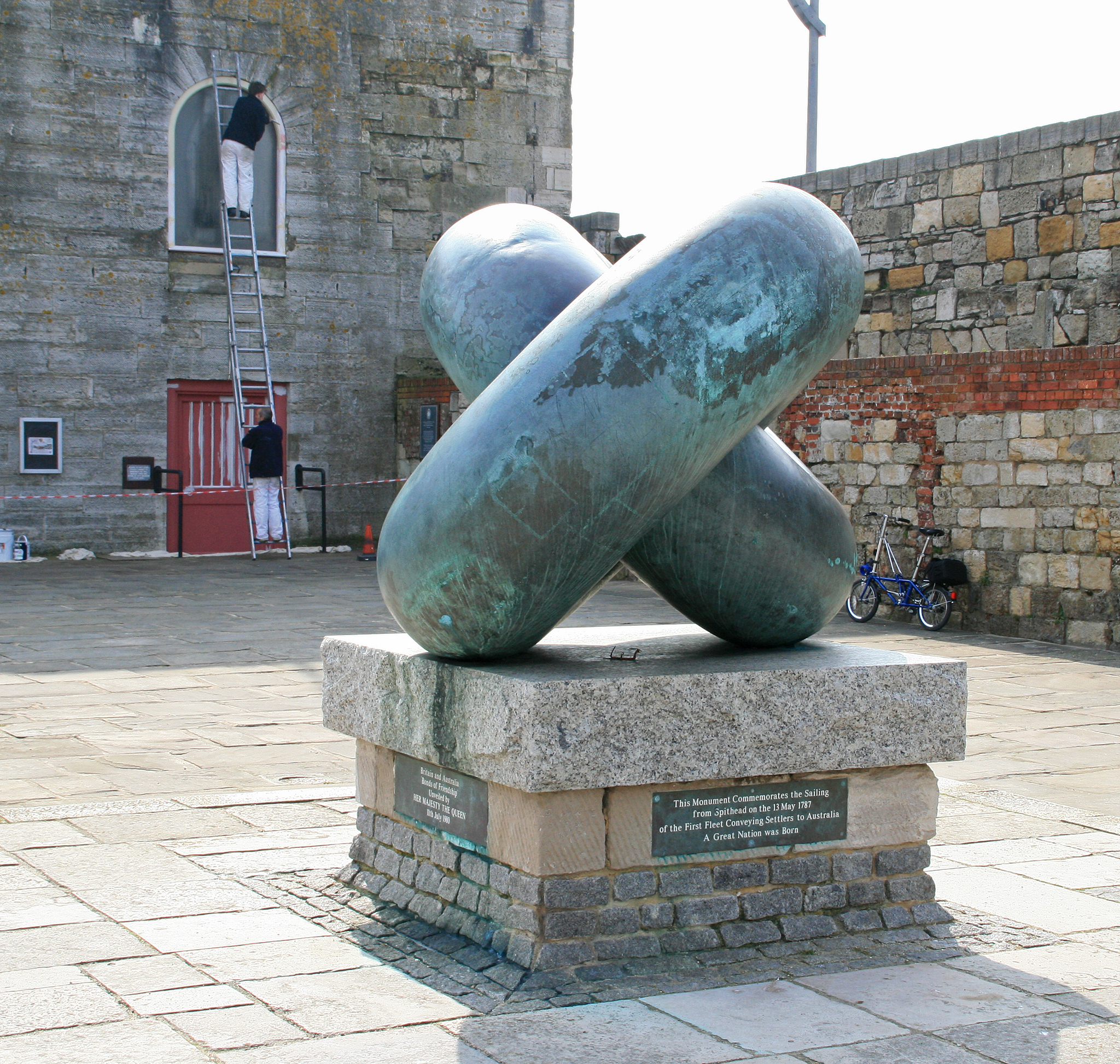
Monumento en memoria de la Primera Flota en Portsmouth, Reino Unido. Es gemelo a otro igual en Sídney, Australia.

La Primera Flota (en inglés: First Fleet) es el nombre dado al convoy de once barcos que salieron de Gran Bretaña el 13 de mayo de 1787 para establecer una colonia penal en Australia.
La flota estableció la primera colonia europea en Australia, en la región de Nueva Gales del Sur, cuya costa había sido explorada previamente por el capitán James Cook. En ella viajaban alrededor de 1400 personas, incluyendo unos 775 convictos (mujeres y hombres), infantes de marina con sus familias, la tripulación de los barcos y otros pasajeros. Fue liderada por el comodoro Arthur Phillip. Los barcos llegaron a la bahía de Botany en  Nueva Gales del Sur entre el 18 y el 20 de enero de 1788. El convoy fue reubicado a Port Jackson, donde el 26 de enero, en la cala de Sídney, fundaron la colonia que daría origen a la ciudad de Sídney.

## Recorrido
Recorrido de la flota con sus escalas principales:
- Portsmouth (salida)
- Santa Cruz de Tenerife (aprovisionamiento)
- Río de Janeiro (aprovisionamiento)
- Cabo de Buena Esperanza (aprovisionamiento)
- Botany Bay (destino)

## Composición de la Primera Flota

### Barcos
El HMS Supply llegó el 18 de enero, el Alexander, Scarborough y Friendship llegaron el 19 de enero y el resto de los barcos sobre el 20 de enero de 1788.
Se pueden ver modelos a escala de todos los barcos en el Museo de Sídney.
Nueve ferris del puerto de Sídney construidos en la década de 1980 fueron bautizados con nombres de barcos de la Primera Flota (todos menos Lady Penrhyn y Prince Of Wales).

#### Escoltas de la Real Marina británica
| Barco      | Tipo                                                                 | Capitán                      | Llegada a la bahía Botany | Días de viaje |
| ---------- | -------------------------------------------------------------------- | ---------------------------- | ------------------------- | ------------- |
| HMS Sirius | Navío mercante convertido en barco armado Buque insignia de la flota | Capitán John Hunter          | 20 de enero de 1788       | 252           |
| HMS Supply | Barco armado                                                         | Teniente Henry Lidgbird Ball | 18 de enero de 1788       | 250           |

#### Transportes de convictos, infantes de marina y otros pasajeros
| Barco           | Tipo          | Capitán                | Tripulación | Llegada a la bahía Botany | Días de viaje | Hombres convictos que desembarcaron | Mujeres convictas que desembarcaron        |
| --------------- | ------------- | ---------------------- | ----------- | ------------------------- | ------------- | ----------------------------------- | ------------------------------------------ |
| Alexander       | Bricbarca     | Duncan Sinclair        | 40          | 19 de enero de 1788       | 251           | 195                                 | 0                                          |
| Charlotte       | Velero pesado | Thomas Gilbert         | 30          | 20 de enero de 1788       | 252           | 88                                  | 20                                         |
| Friendship      | Bergantín     | Francis Walton         | 20          | 19 de enero de 1788       | 251           | 76                                  | 21 (solo hasta el cabo de Buena Esperanza) |
| Lady Penrhyn    | Transporte    | William Cropton Server | 31          | 20 de enero de 1788       | 252           | 0                                   | 101                                        |
| Prince of Wales | Transporte    | John Manson            | 25          | 20 de enero de 1788       | 252           | 1                                   | 49                                         |
| Scarborough     | Transporte    | John Marshall          | 35          | 19 de enero de 1788       | 251           | 208                                 | 0                                          |

#### Transportes de víveres y materiales
Se necesitaron cuerdas, vajillas y paneles de cristal para las ventanas del gobernador, madera cortada, equipamiento de cocina, instrumentos médicos, grilletes y cadenas. Se incluyeron herramientas, equipo agrícola, semillas, equipos médicos... Se transportó una casa prefabricada para el gobernador y se embarcaron 5000 ladrillos para construcción y miles de clavos. Los colonos podrían sobrevivir durante un tiempo con el equipo embarcado hasta conseguir aprovisionarse de material local.
| Barco        | Tipo          | Capitán       | Llegada a la bahía Botany | Días de viaje |
| ------------ | ------------- | ------------- | ------------------------- | ------------- |
| Golden Grove | Barco almacén | William Sharp | 20 de enero de 1788       | 258           |
| Fishburn     | Barco almacén | Robert Brown  | 20 de enero de 1788       | 258           |
| Borrowdale   | Barco almacén | Houston Reed  | 20 de enero de 1788       | 258           |

### Personas
El número de personas integrantes de la Primera Flota nunca se ha podido establecer con exactitud, y todas las cifras son muy aproximadas. Mollie Gillen ofrece la siguiente relación:
|                                           | Embarcado en Portsmouth | Desembarcado en Port Jackson |
| ----------------------------------------- | ----------------------- | ---------------------------- |
| Oficiales y pasajeros                     | 16                      | 14                           |
| Tripulación de los barcos                 | 324                     | 269                          |
| Infantes de marina                        | 247                     | 245                          |
| Mujeres de los infantes de marina y niños | 46                      | 54                           |
| Convictos (hombres)                       | 579                     | 543                          |
| Convictos (mujeres)                       | 193                     | 189                          |
| Convictos (niños)                         | 14                      | 18                           |
| Total                                     | 1403                    | 1332                         |

Durante el viaje hubo siete nacimientos y 69 bajas (61 hombres y 8 mujeres), muertos que fueron lanzados al mar o desertores. Ningún barco se libró de perder a algún miembro de la tripulación.